# Ammochloinae
Ammochloinae es una subtribu de hierbas de la familia Poaceae L. El género tipo es: Ammochloa Boiss. Tiene los siguientes géneros.

## Géneros
- Ammochloa Boiss.
- Cephalochloa Coss. & Durieu, nom. inval. = Ammochloa Boiss.
- Dictyochloa (Murb.) E. G. Camus = Ammochloa Boiss.